# Serfőző Anikó
Serfőző Anikó (Nova, 1955. január 26. –) magyar énekesnő, pedagógus.

## Pályafutása
Ének és zenetagozaton tanult, amatőr együttes tagjaként énekelt. Egy gimnáziumi buli alkalmával találkozott Illés Lajossal, aki a Csongor és Tünde c. musicalhez keresett egy jó énekhangú lányt. Választása Serfőző Anikóra esett, akit megkért, hogy néhány számot énekeljen fel magnókazettára. A kész anyaggal a Fővárosi Operettszínházba mentek, ahol a meghallgatást követően a musicalt elfogadták. 
Serfőző hamarosan az 1974 őszén újjáalakult Illés-együttes tagja lett, a Boldog város című lemezen megjelent Csongor és Tünde musical betétszámait már ő énekelte. 1979-ben Drezdában léptek fel egy nemzetközi fesztiválon, ahol megismerkedett a német Peter Paulick énekes-gitárossal, s nemsokára szerelem bontakozott ki közöttük. Ő írta a dalokat Serfőző NDK-ban megjelent német nyelvű lemezéhez. Tizenegy évig éltek együtt, egy fiúgyermekük született. 
1989-ben némettanári oklevelet szerzett az Eötvös Loránd Tudományegyetemen, majd az Óbudai Árpád Gimnáziumban helyezkedett el, ahonnan 2015-ben vonult nyugdíjba.